# 배호근
배호근(1977년 2월 3일 ~ )은 대한민국의 배우이다.

## 학력
- 서울예술대학교 연극과

## 출연

### 영화
- 2007년 《마이 파더》 - 형식 역
- 2007년 《브라보 마이 라이프》 - 기남 역
- 2009년 《작전》 - 박지혁 역
- 2009년 《해운대》 - 연구원 1 역
- 2010년 《돌이킬 수 없는》 - 문 형사 역
- 2011년 《심장이 뛴다》 - 레지던트 역
- 2011년 《너는 펫》 - 서정민 역
- 2013년 《뜨거운 안녕》 - 철수 역
- 2013년 《히어로》 - 제현 / 세이든 역
- 2015년 《장수상회》 - 제갈청수 역
- 2017년 《그리다》 - 박우영 역
- 2017년 《실종 2》 - 영철 역

### 방송

#### 드라마
- 2017년 TvN 《슬기로운 감빵생활》 - 의료과장 장윤환 역
- 2018년 KBS 2TV 《추리의 여왕 2》 - 김영선 역
- 2018년 OCN 《라이프 온 마스》 - 다방 DJ 조팔봉 역
- 2019년 OCN 《보이스 3》
- 2019년 SBS 《배가본드》 - 조부영 역
- 2020년 KBS 2TV 《한 번 다녀왔습니다》 - 김승현 역
- 2022년 MBC 《빅마우스》